# Tina Romero
Tina Romero, est née le 14 août 1949 à New York, est une actrice de cinéma et de télévision mexicaine. Elle a été mariée à Gabriel Retes.

## Filmographie

### À la télévision
- 1978 : Santa : Santa
- 1979 : Parecido al amor : Alondra
- 1979 : Bella y bestia : Linda Jackson
- 1979 : Ángel Guerra : Dulcenombre
- 1983 : El qué sabe, sabe
- 1984 : Aprendiendo a vivir : Silvia
- 1986 : Hora Marcada
- 1988 : El rincón de los prodigios : Mercedes
- 1988 : La casa al final de la calle : Marina Durán
- 1989 : Simplemente María : Dra. Gabriela del Conde
- 1989 : Violencia a sangre fria
- 1991 : Cadenas de amargura : Martha Fernández ex de Gastelum
- 1991 : Muchachitas : Verónica de Sánchez-Zúñiga #2
- 1992 : Mágica juventud : Silvia
- 1994 : Buscando el paraíso : Elsa
- 1995 : Alondra : Cecilia
- 1996 : La culpa : Lorena
- 1998 : La mentira : Irma de Moguel
- 1999 : Rosalinda : Dolores Romero de Pérez
- 2000 : Abrázame muy fuerte : Jacinta Rivero
- 2001 : El juego de la vida : Mercedes Pacheco
- 2002 : Mujer, casos de la vida real
- 2005 : Amarte así : Evangelina Lizárraga
- 2007 : Pasión : Faustina López
- 2008 : El juramento : Silvia Vega
- 2009 : Verano de amor : Pura Guerra
- 2009 : Mi pecado : Asunción Torres ¨Chona¨
- 2010 : Llena de amor : Paula de Franco
- 2011-2012 : Una maid en Manhattan : Carmen Moreno "La nana"
- 2012 : Amor Bravío : Dona Rosario Sánchez
- 2013 : Rosario : Griselda
- 2013 : Dama y obrero : Alfonsina Vda. de Mendoza
- 2016 : Mujeres de negro

### Au cinéma
- 1976 : Lo mejor de Teresa d'Alberto Bojórquez
- 1976 : Chin chin el Teporocho de Gabriel Retes
- 1976 : Las poquianchis de Felipe Cazals
- 1977 : Flores de papel de Gabriel Retes
- 1978 : Alucarda, la hija de las tinieblas de Juan López Moctezuma
- 1979 : 4 hembras y un macho menos de Del Tal Gomezbeck
- 1979 : Bandera rota de Gabriel Retes
- 1980 : Estampas de Sor Juana de Jorge Durán Chavez
- 1980 : Las grandes aguas de Servando González
- 1982 : Missing de Costa-Gavras
- 1983 : Las apariencias engañan de Jaime Humberto Hermosillo
- 1984 : Noche de carnaval de Mario Hernández
- 1984 : Mujeres salvajes de Gabriel Retes
- 1985 : Los náufragos del Liguria
- 1986 : De puro relajo d'Ángel Rodríguez
- 1986 : Miracles  de Jim Kouf
- 1986 : Los piratas de Gabriel Retes
- 1988 : The Penitent de Cliff Osmond
- 1991 : Silencio de muerte de Ramiro Meléndez
- 1993 : Kino de Felipe Cazals
- 1994 : La señorita de Mario Hernández
- 1994 : Una luz en la escalera d'Alfredo B. Crevenna
- 1995 : Magnicídio de Gilberto Martínez Solares
- 1998 : Crisis d'Adolfo Martínez Solares
- 1999 : Un dulce olor a muerte de Gabriel Retes
- 2004 : Las lloronas de Lorena Villarreal
- 2005 : Sea of Dreams de José Bojorquez